# Tōru Kamikawa
Toru Kamikawa (nacido el 8 de junio de 1963, en Kagoshima, Japón) es un árbitro de fútbol japonés retirado. Debutó en la liga profesional japonesa (J-League) en 1996. Es árbitro internacional desde 1998. Su primer partido de la Copa Mundial de Fútbol de 2002 fue el duelo entre Irlanda y Camerún celebrado en Corea del Sur y Japón. También fue uno de los 21 árbitros que participaron en la Copa Mundial de Fútbol de 2006 realizada en Alemania. Pitó 3 partidos en total de toda la competición, dos de la Fase de grupos (Polonia 2-0 Ecuador e Inglaterra 2-0 Trinidad & Tobago) y el partido por el tercer puesto entre Alemania y Portugal, que terminó con un marcador de 3-1 para los locales, con dos goles de Bastian Schweinsteiger al 56' y al 78', autogol de Petit al 60' y gol de Nuno Gomes. Tuvo una participación buena, siendo uno de los mejores de Japón en el 2006.
Fue el Árbitro del Año de la AFC en el 2002 y el Árbitro del Año de la J-League en 2003.
Fue el primer árbitro asiático que pitó un partido de fútbol profesional de la Liga Premier de Rusia, entre el Luch-Energia Vladivostok y el Spartak Moscú el 20 de agosto de 2006, en Vladivostok, Rusia.
Antes de ser un árbitro, Toru Kamikawa jugaba como delantero. Siempre fue educado; jugó en el equipo de su colegio, Kagoshima National College of Technology y Universidad de Tokai, y representó a Japón nivel de menores en 1981. Después de su graduación, se incorporó a la Japan Soccer League (actual J1 League) con Fujita SC (actual Shonan Bellmare, que actualmente está jugando en la Segunda División Japonesa) y finalizó su carrera como futbolista en 1991 para incorporase como árbitro de fútbol.
Toru Kamikawa se retiró del ámbito internacional en octubre de 2006, en parte debido a su lesión de la rodilla, aunque le faltaban solamente dos años para llegar a la edad de jubilación obligatoria de un árbitro internacional. Terminó su carrera como árbitro en enero de 2007. Hoy día trabaja en la Asociación Japonesa de Fútbol como formador de árbitros de juveniles.